# Koviktai gázmező
A koviktai gázmező (oroszul: Ковыктинское газовое месторождение [Koviktyinszkoje gazovoje mesztorozsgyenyije]) egy 1987-ben feltárt földgázmező Oroszország Irkutszki területén. Irkutszktól északra 450 km-re, az Irkutszki terület Zsigalovói és Kazacsino-Lenyinszki járásában található. A gázmező becslések szerint 1900 milliárd m³ földgázt, 2,3 milliárd m³ héliumot és 115 millió tonna szénhidrogén-kondenzátumot tartalmaz.
A gázmezőtől Kovikta–Szajanszk–Angarszk–Irkutszk vonalon 550 km hosszú vezetéket terveznek építeni az irkutszki gázfeldolgozó (gáztisztító) üzemig.
A gázmező kitermelésére 1993-ban a brit–orosz TNK-BP, az Interrosz és az Irkutszki területi adminisztráció által létrehozott RUSZIA Petroleum cég kapott koncessziót. A kitermelés azonban napjainkig sem indult be. Kezdetben a RUSZIA részvényesei közti ellentétek hátráltatták a kitermelés beindítását. Később, 2002-től az ellenérdekelt, és a projektbe bekapcsolódni kívánó állami energetikai vállalat, a Gazprom akadályozta a munkát. A Gazprom mint az oroszországi exportgázvezetékek felett rendelkező monopol vállalat, megtagadta a koviktai gáz átvételét és elszállítását. A kitermelés beindulásának késése miatt pedig az orosz kormányzat fenyegette a RUSZIA-t a koncesszió elvételével.
A TNK-BP és az Irkutszki terület adminisztrációja 2004 márciusában Kelet-szibériai Gázipari Vállalat (VSZGK) néven hozott létre céget, melynek feladata az irkutszki terület gázellátásának a kiépítése.
Az orosz állami gázipari vállalat nyomásának engedve 2007 júniusában a Gazprom és a TNK-BP megállapodást kötött, melynek értelmében a TNK-BP 600–900 millió USD-s áron eladja a Gazpromnak a gázmező kitermelésére létrehozott RUSZIA, valamint az Irkutszki terület gázelosztó hálózatának kiépítésére létrehozott Kelet-szibériai Gázipari Vállalatban birtokolt részesedését. A megállapodás értelmében azonban a TNK-BP opcióval rendelkezik a RUSZIA részvényeinek 25% plusz egy darab részvény visszavásárlására egyéves határidővel.